# Évoli et ses évolutions
Évoli (イーブイ, Eievui, dans les versions originales en japonais) et ses évolutions,  Aquali (シャワーズ, Showers), Voltali (サンダース, Thunders), Pyroli (ブースター, Booster), Mentali (エーフィ, Eifie), Noctali (ブラッキー, Blacky), Phyllali (リーフィア, Leafia), Givrali (グレイシア, Glacia) et Nymphali (ニンフィア, Ninfia), parfois désignés ensemble comme les évolitions, sont neuf espèces de Pokémon.
Issus de la célèbre franchise de médias créée par Satoshi Tajiri, ils apparaissent dans une collection de jeux vidéo et de cartes, dans une série d'animation, plusieurs films, et d'autres produits dérivés. Ils ont été imaginés par l'équipe de Game Freak et dessinés par Ken Sugimori. La première apparition d'Évoli et de ses trois premières évolutions a eu lieu au Japon en 1996, dans les jeux vidéo Pokémon Vert et Pokémon Rouge.
Le groupe d'évolution d'Évoli est le plus grand de tous dans les univers de la franchise Pokémon : en effet, bien qu'Évoli ne puisse évoluer qu'une seule fois, il existe en tout huit évolutions possibles, chacune d'un type différent. Aquali, Voltali et Pyroli ont été créés avec la première génération de jeux vidéo, aux côtés d'Évoli ; Mentali et Noctali sont ensuite apparus à partir de la deuxième et Phyllali et Givrali de la quatrième génération. Le dernier de la famille découvert est Nymphali à la sixième génération. Ces Pokémon occupent respectivement les 133e, 134e, 135e, 136e, 196e, 197e, 470e, 471e et 700e emplacements du Pokédex national, l'encyclopédie fictive qui recense les différentes espèces de Pokémon.
Évoli est la mascotte et le Pokémon de départ du jeu Pokémon Let's Go, Évoli, sorti en 2018 sur Nintendo Switch.

## Création
La franchise Pokémon, développée par Game Freak pour Nintendo et introduite au Japon en 1996, tourne autour du concept de capture et d'entraînement de 150 espèces de créatures appelées Pokémon, afin de les utiliser pour combattre des Pokémon sauvages et ceux d'autres dresseurs Pokémon, qu'il s'agisse de personnages non-joueurs ou d'autres joueurs humains. La puissance des Pokémon au combat est déterminée par leurs statistiques d'attaque, de défense et de vitesse et ils peuvent apprendre de nouvelles capacités en accumulant des points d'expérience ou si leur dresseur leur donne certains objets.

### Conception graphique
La conception d'Évoli et de ses évolutions a été l’œuvre, comme pour la majorité des Pokémon, de l'équipe chargée au sein du studio Game Freak du développement des personnages, dirigée par Ken Sugimori,. Évoli, Aquali, Voltali et Pyroli font leur première apparition dans les jeux Pokémon Vert et Pokémon Rouge, sortis à l'extérieur du Japon sous les titres de Pokémon Rouge et Pokémon Bleu ; Évoli est alors conçu comme le seul Pokémon à évolutions multiples : il évolue différemment selon la pierre évolutive à laquelle il est exposé.
Par la suite, l'apparition de nouvelles évolutions pour Évoli est systématiquement associée à l'apparition d'une nouvelle mécanique de jeu. À partir de Pokémon Or et Argent, sortis au Japon en 1999, d'autres Pokémon peuvent avoir plusieurs évolutions différentes, notamment Debugant. C'est dans ces jeux, qui constituent la deuxième génération de jeux vidéo Pokémon qu'apparaissent Mentali et Noctali ; l'évolution est cette fois basée sur l'affection entre le Pokémon et son dresseur. Ce concept était apparu dès Pokémon jaune mais ne permettait pas alors de faire évoluer un Pokémon. Il faut attendre 2006 et Pokémon Diamant et Perle, soit la quatrième génération pour voir apparaître deux nouvelles évolutions, Phyllali et Givrali : ceux-ci ne peuvent évoluer que dans des lieux spécifiques. Le 12 février 2013, le magazine japonais CoroCoro Comic dévoile Nymphali. Deux jours plus tard, le nom du Pokémon est dévoilé en français, en anglais et en allemand.

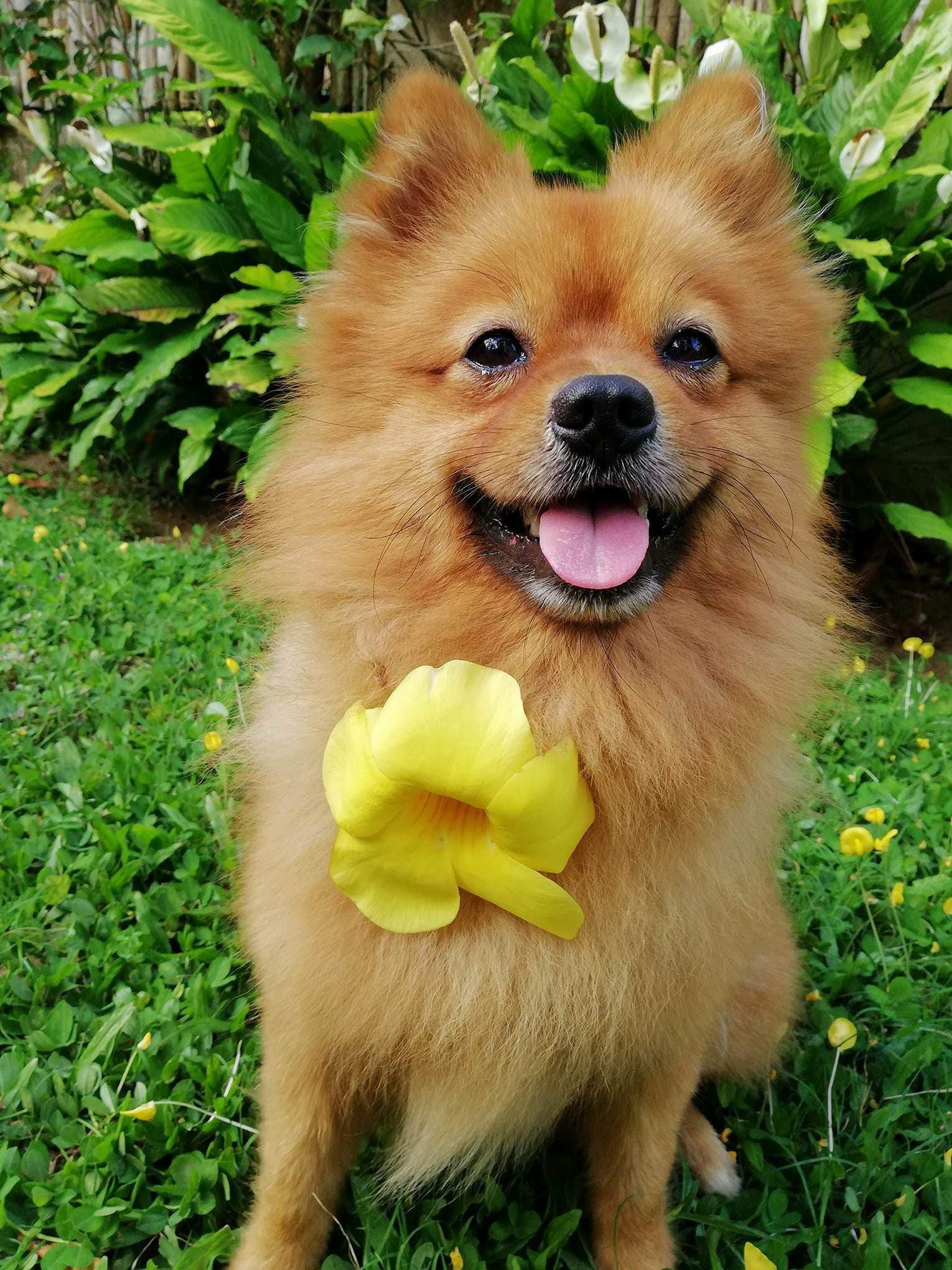
Le spitz nain l'une des inspirations probable parmi les canidés

Nintendo et Game Freak n'ont pas évoqué les sources d'inspiration de ces Pokémon.  Le design d'Évoli est basé sur de vagues souvenirs de l'enfance de Motofumi Fujiwara , durant laquelle il avait vu une créature indéfinissable en forêt. Il reconnaît cependant que l'apparence finale du Pokémon est à mi chemin entre un chat touffu et certaine race de petit chiens (les fans cite notamment le spitz-nain) . Il pourrait aussi être inspiré du tanuki, un petit canidé sauvage apparenté au renard et auparavant associé aux chats sauvages et les viverridés et dont le caractère chinois 狸 (lì) servait de radical pour désigner plusieurs espèces animales. Toujours selon certains fans, Aquali est également inspiré d'un nombre de mammifères aquatiques, Voltali du porc-épic, Pyroli du chien de Poméranie, Mentali du persan et Noctali d'un chat noir. Étant plus récent, les fans n'ont pas encore vraiment donné leurs idées pour les inspirations de Phyllali et de Givrali, même si la base reste toujours la même : fennec et chat.

### Étymologie
Évoli est initialement nommé Eievui (イーブイ, Ībui) en japonais. Ses évolutions prennent le nom de Showers (シャワーズ, Shawāzu) pour Aquali, Thunders (サンダース, Sandāsu) pour Voltali et Booster (ブースター, Būsutā) pour Pyroli. Par la suite, Mentali sera nommé Eifie (エーフィ, Ēfi), Noctali, Blacky (ブラッキー, Burakkī), Phyllali, Leafia (リーフィア, Rīfia), Givrali, Glacia (グレイシア, Gureishia), et Nymphali, Ninfia (ニンフィア). Ces noms sont ensuite adaptés dans trois langues lors de la parution des jeux en Occident : anglais, français et allemand ; le nom anglais est utilisé dans les autres traductions du jeu.
Nintendo a décidé de donner aux espèces Pokémon des noms « astucieux et descriptifs », liés à l'apparence ou aux pouvoirs des créatures, lors de la traduction du jeu pour le public occidental. Il s'agit d'un moyen de rendre les personnages plus compréhensibles pour les enfants, notamment américains. En anglais, Évoli fut d'abord nommé « Eon », terminaison du nom de chacune de ses évolutions, dans la version beta de Pokémon rouge et bleu ; il prit finalement le nom d'« Eevee », dont la prononciation correspond à l'abréviation de « evolution » (évolution en français) en anglais. Le Pokémon a été renommé « Évoli » en allemand et « Évoli » en français.
Pour ce qui est du nom des évolutions d'Évoli, « Showers » a été renommé « Vaporeon » en anglais, « Aquana » en allemand et « Aquali » en français ; « Thunders », « Jolteon » en anglais, « Blitza » en allemand et « Voltali » en français ; « Booster », « Flareon » en anglais, « Flamara » en allemand et « Pyroli » en français ; « Eifie », « Espeon » en anglais, « Psiana » en allemand et « Mentali » en français ; « Blacky », « Umbreon » en anglais, « Nachtara » en allemand et « Noctali » en français ; « Leafia », « Leafeon » en anglais, « Folipurba » en allemand et « Phyllali » en français ; « Glacia », « Glaceon » en anglais, « Glaziola » en allemand et « Givrali » en français ; et enfin « Ninfia », « Sylveon » en anglais, « Feelinara » en allemand et « Nymphali » en français. Les termes français gardent tous le suffixe « -li » en référence à la racine grecque « lithe » qui rappelle la pierre utilisée pour l'évolution. L'ensemble de ces évolutions d'Évoli est parfois désigné comme les « évolitions », en français et « eeveelution » en anglais.

## Description
Évoli est un des rares Pokémon qui peut évoluer en plusieurs types de Pokémon, et c'est celui qui a le plus de possibilités d'évolutions. Lorsqu'il est soumis aux effets d'une pierre d'un certain élément, son évolution correspondant à cet élément : une Pierre eau donne un Aquali, une Pierre foudre un Voltali et une Pierre feu un Pyroli. Il évolue aussi en Mentali le jour et en Noctali la nuit s'il atteint un état de bonheur. Évoli évolue enfin en Givrali à proximité d'une pierre recouverte de glace ou en Phylalli à proximité d'une pierre recouverte de mousse. Enfin, il évolue en Nymphali s'il éprouve une affection suffisante envers son dresseur.
Comme pratiquement tous les Pokémon, ils ne peuvent pas parler : lors de leurs apparitions dans les jeux vidéo tout comme dans la série d'animation, ils ne peuvent pas parler et ne sont seulement capables de communiquer verbalement qu'en répétant les syllabes de leur nom d'espèce ainsi qu'en utilisant différents accents, différentes tonalités, ou en rajoutant du langage corporel.

### Évoli

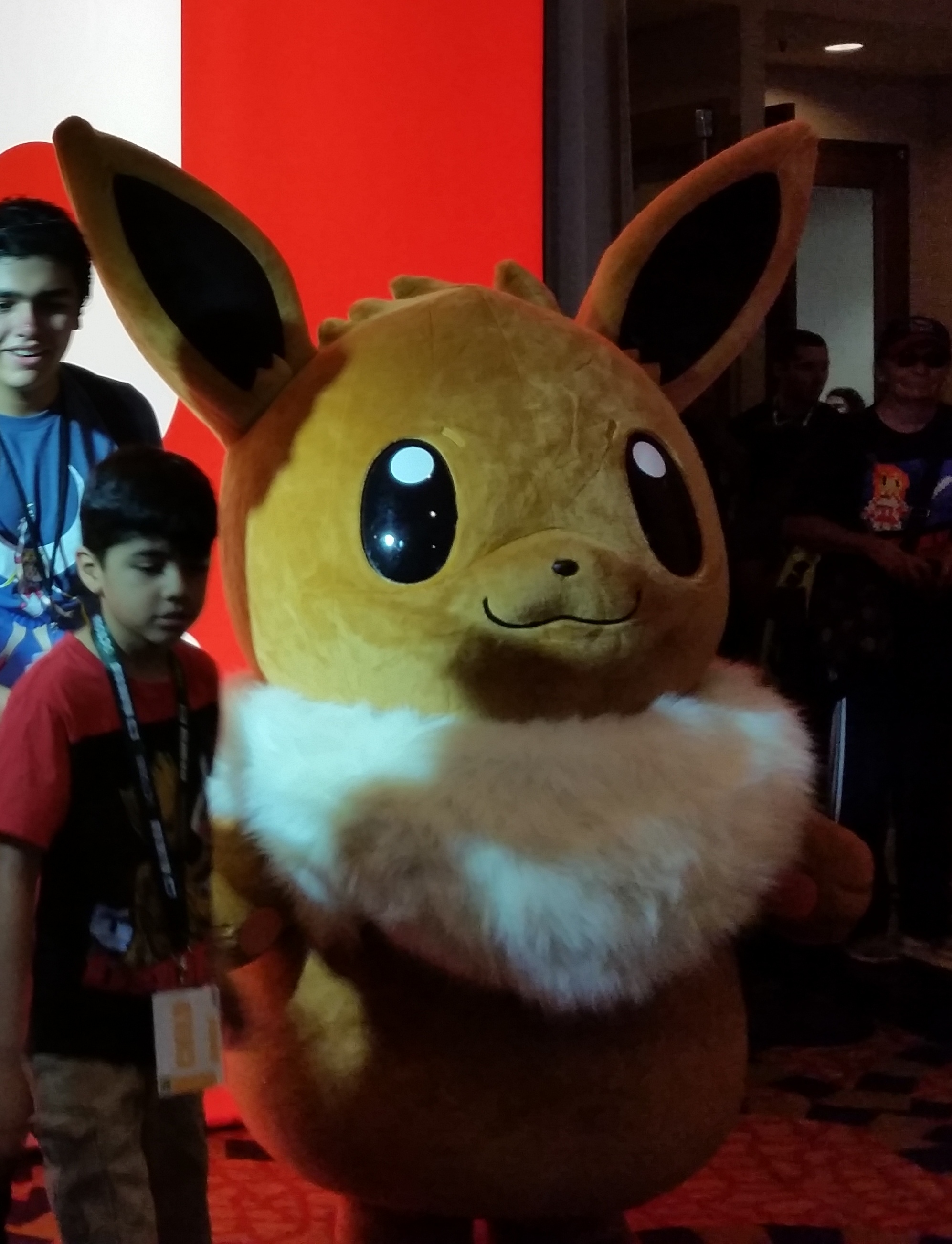
Cosplay d'Évoli au Comic-Con International 2018, en Californie.

Évoli évoque un petit mammifère court sur patte, à l'abondante fourrure brune, sauf autour de son cou et à la pointe de sa queue, où elle tire sur le blanc ; il est de type normal. Qualifié d'« évolutif » par le Pokédex, il est le seul Pokémon à pouvoir évoluer en plusieurs Pokémon différents dans la première génération et, avec huit évolutions possibles, détient le record dans l'ensemble des générations. Évoli est décrit par le Pokédex comme extrêmement rare. Son code génétique instable lui permet d'évoluer facilement en différents Pokémon, et d'ainsi s'adapter facilement aux modifications environnementales,.
Évoli possède une forme gigamax, qui a une fourrure triplée de taille.

### Aquali
Aquali est l'évolution type eau d'Évoli lorsque ce dernier est exposé à une Pierre eau. Amphibie, son corps est adapté à la vie marine : il possède des branchies, sa peau est bleue et lisse, sa queue se termine par une nageoire à la manière d'une sirène ; il porte une large collerette et trois nageoires membraneuses sur la tête, qui vibrent si la pluie arrive. Il vit sur les plages au bord des lacs et a la capacité de se fondre dans l'eau grâce à sa structure cellulaire qui est proche des molécules d'eau,.

### Voltali
Voltali est l'évolution type électrik d'Évoli lorsque ce dernier est exposé à une Pierre foudre. Il est haut sur pattes, au poil court et hérissé, jaune sur le corps et blanc sur la collerette et il est la seule évolution d'Evoli qui n'a pas de queue. Le pokédex le décrit comme lunatique. Son corps est chargé en électricité statique, ce qui hérisse sa fourrure et provoque un sifflement continu et strident ; il combat avec ses poils piquants et en lançant des décharges électriques de 10 000 Volts.

### Pyroli
Pyroli est l'évolution de type feu d'Évoli lorsque ce dernier est exposé à une Pierre feu. Des huit évolutions, elle est celle qui ressemble le plus à Évoli. La fourrure du corps est de couleur rouge ; elle est  jaune et particulièrement abondante sur la queue, autour du cou et sur la tête, évoquant des flammes. D'après le pokédex, cette fourrure lui permet de réguler la température de son corps, qui peut atteindre 900 °C lors d'un combat,. Pour attaquer, il aspire de l'air qu'il chauffe dans une poche enflammée de son corps à 1 700 °C avant de le recracher,.

### Mentali
Mentali est l'évolution de type psy d'Évoli. Il évoque un chat siamois à la robe violet clair, décrite comme ayant l'aspect et la texture du velours, et portant sur le front un orbe rouge ; ses grands yeux sont violets foncés. Qualifié de Pokémon « Soleil » par le pokédex, Mentali est généralement associé au jour, par opposition à Noctali, associé à la nuit et à la Lune. Ainsi, Évoli se transforme en Mentali de jour, lorsqu'il nourrit une affection suffisante pour son dresseur et gagne un niveau ; l'alternance entre le jour et la nuit n'étant pas présente dans certains titres de la licence, il évolue grâce à des objets appelés « éclat soleil » dans Pokémon XD : Le Souffle des Ténèbres et « ruban soleil » dans Pokémon : Donjon mystère. En l'absence d'un de ces dispositifs, Évoli ne peut évoluer en Mentali ou en Noctali dans Pokémon Rouge Feu et Vert Feuille.
D'après le pokédex, sa fourrure est extrêmement sensible aux déplacements de l'air autour de lui, à tel point qu'il peut prévoir l'évolution du climat. Il peut également sentir, voire prédire, les déplacements et les attaques de son adversaire,. D'une loyauté sans faille envers son dresseur, il se bat en lançant ses attaques psychiques depuis son orbe frontal, qui s'illumine lorsqu'il utilise ses pouvoirs, et se défend en se protégeant derrière une barrière psychique.

### Noctali

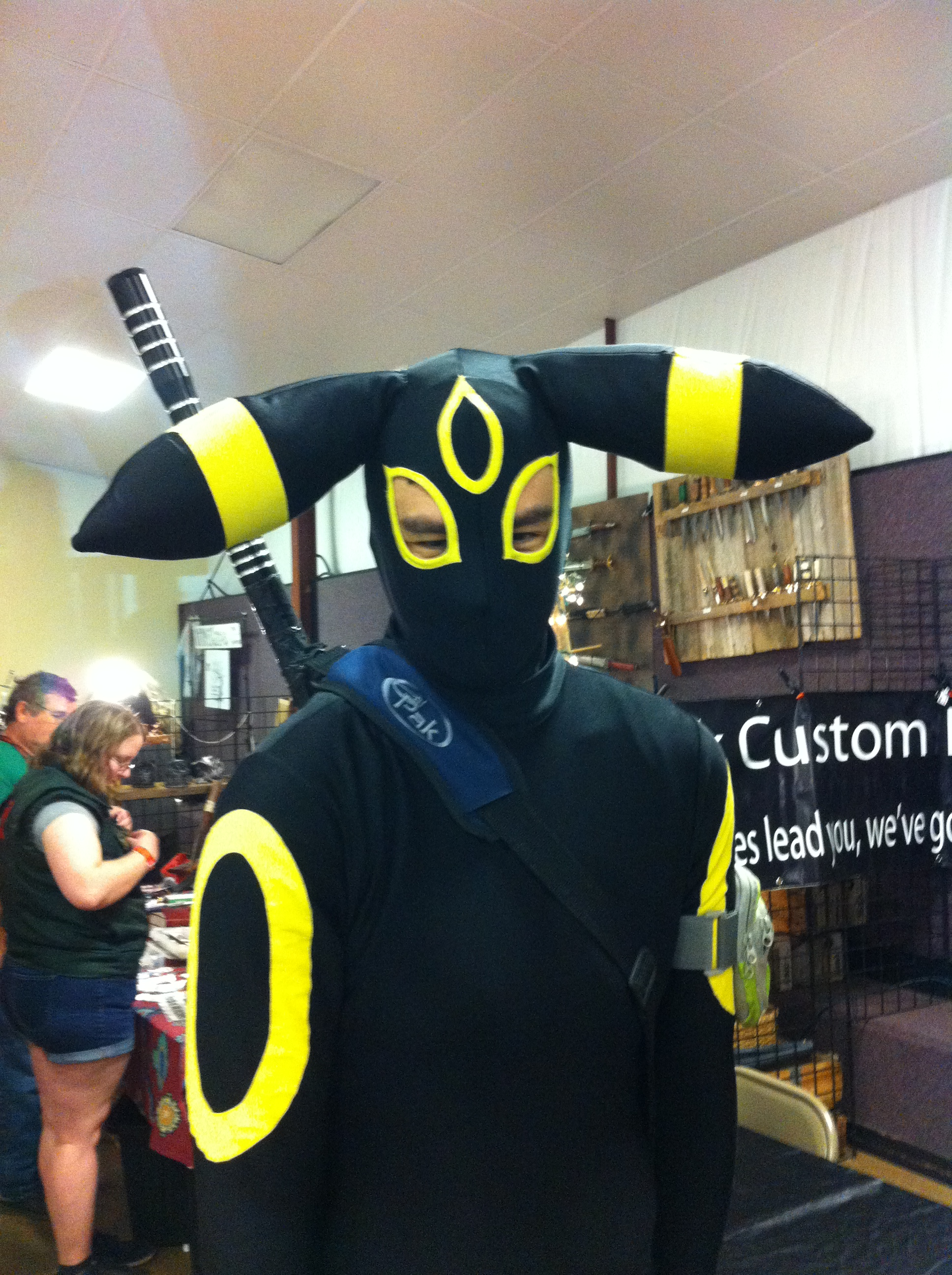
Cosplay de Noctali à la Rose City Comic Con, aux États-Unis.

Noctali est l'évolution de type ténèbres d'Évoli. Son corps est entièrement noir à l'exception des cercles jaunes qu'il porte sur les pattes, le front, autour des oreilles et de la queue ; ses yeux sont rouges. Qualifié de Pokémon « Lune » par le pokédex, Noctali est généralement associé à la nuit, par opposition à Mentali, associé au jour et au soleil. Ainsi, Évoli se transforme en Noctali de nuit, lorsqu'il nourrit une affection suffisante pour son dresseur et gagne un niveau ; l'alternance entre le jour et la nuit n'étant pas présente dans certains titres de la licence, il évolue grâce à des objets appelés « éclat lune » dans Pokémon XD : Le Souffle des Ténèbres et « ruban lune » dans Pokémon : Donjon mystère. En l'absence d'un de ces dispositifs, Évoli ne peut évoluer en Mentali ou en Noctali dans Pokémon Rouge Feu et Vert Feuille.
D'après le pokédex, c'est un redoutable chasseur à l'affut nocturne,. Il effraie ses proies avec les anneaux sur son corps, qui brillent dans la nuit lorsqu'il attaque, est en colère, ou encore  lors des nuits de pleine lune. Il se défend en libérant un gaz toxique par les pores de sa peau.Normalement, il devait être de type poison comme dans la béta de Pokémon Or et Argent.

### Phyllali
Phyllali est l'évolution de type plante d'Évoli lorsque ce dernier gagne un niveau à proximité d'une pierre mousse. Pierre que l'on trouve dans les forêts de Sinnoh et d'Unys. Le pokédex le qualifie de Pokémon « verdoyant » et explique qu'il utilise la photosynthèse produisant ainsi un air très pur autour de lui,. D'une nature pacifique, il évite le plus possible les combats ; le cas échéant, il attaque avec des feuilles et des lianes. Sa capacité spéciale « Feuille-Garde » lui assure une protection contre tout changement de statut lorsque le temps est ensoleillé.

### Givrali
Givrali est l'évolution de type glace d'Évoli, lorsque ce dernier gagne un niveau à proximité d'une pierre glacée. Pierre qui se trouve dans des lieux spécifiques à Sinnoh et à Unys. Le pokédex le qualifie de Pokémon « poudreuse » et explique qu'il peut faire varier la température de son corps pour transformer son pelage en fines échardes de glace qui le protègent. Il peut également geler l'air ambiant, créant un vent glacial autour de lui,. Il attaque avec un rayon glacial qui sort de sa bouche.

### Nymphali
Nymphali est l'évolution de type fée d'Évoli. Il possède 4 rubans qui rappellent ceux de la White Day. Dans la sixième génération où il apparaît (soit à partir de Pokémon X et Y), il faut faire apprendre à Évoli une capacité de type fée et obtenir un niveau d'affection suffisant au  Poké-camping , puis lui faire gagner un niveau si l'on veut le voir évoluer en Nymphali. Nymphali place ses capteurs sur le bras de son dresseur pour combattre avec lui.

## Apparitions

### Jeux vidéo
Évoli et ses évolutions apparaissent dans la série de jeux vidéo Pokémon. D'abord en japonais, puis traduits en plusieurs autres langues, ces jeux ont été vendus à près de 200 millions d'exemplaires à travers le monde.
Évoli apparaît plusieurs fois comme Pokémon de départ. Dans la version jaune, le rival du joueur reçoit un Évoli comme premier Pokémon. Évoli apparaît aussi dans Pokémon XD : Le Souffle des Ténèbres et dans Pokémon Conquest comme choix obligatoire. Mentali et Noctali sont les Pokémon de départ de Pokémon Colosseum. Évoli fait partie du second lot de figurines de la technologie de communication en champ proche pour Pokémon Rumble U.

### Série télévisée et films
La série télévisée Pokémon ainsi que les films sont des aventures séparées de la plupart des autres versions de Pokémon et mettent en scène Sacha en tant que personnage principal. Sacha et ses compagnons voyagent à travers le monde Pokémon en combattant d'autres dresseurs Pokémon. La famille d'Évoli n'y apparaît en totalité que dans une des premières scènes du onzième film, Pokémon : Giratina et le Gardien du ciel ; néanmoins, les différents Pokémon de la famille y font des apparitions séparées.
Évoli apparait pour la première fois dans l'épisode 40 de la série. Il appartient à un enfant dont les frères ont les trois évolutions d'Évoli. Chacun tente de convaincre l'enfant de faire évoluer son Évoli en l'évolution qu'ils ont choisi pour le leur. Ils utilisent des pierres. Lorsque la Team Rocket le capture ainsi que les autres, ils tentent de le faire évoluer en les trois évolutions d'Évoli, mais Sacha arrive avant qu'ils n'y arrivent. Après cette aventure, le jeune garçon décide de laisser son Évoli comme il est et de ne pas le faire évoluer, suivant ainsi les conseils de Sacha, Pierre et Ondine. Noctali est un des Pokémon de Régis ; Zoé possède un Phyllali. Givrali est le pokémon Glace de Flora. Flora possédait tout d'abord un Évoli. L'évoli de Flora évolue en Givrali, qui d'ailleurs arriva en finale de la coupe Marc de Sinnoh. Dans l'épisode Un double pour plat chaud ! (épisode 24 de la saison 11), Flora révèle que son Évoli a évolué en Givrali.

### Jeu de cartes
Le jeu de cartes Pokémon est un jeu de cartes à collectionner avec un but du jeu similaire à un Match Pokémon dans la série de jeux vidéo ; les joueurs doivent utiliser des cartes (qui ont chacune leurs forces et faiblesses) dans le but de vaincre son adversaire en mettant toutes ses cartes KO. Le système des types de Pokémon est considérablement simplifié dans ce jeu ; néanmoins, Évoli et ses évolutions conservent tous un type différent, à l'exception de Givrali, qui prend le type Eau d'Aquali. Voltali apparaît sur la pochette des cartes de la série HS indomptable et les eeveelutions ont donné leur nom à un deck non paru en France. À l'occasion de la sortie de la série Majestic dawn, le site officiel de Pokémon a proposé une équipe fondée sur Évoli et ses évolutions.

### Mangas
Évoli apparaît dans le manga Pokémon La Grande aventure !/Pokémon Special où des expériences génétiques que lui ont fait subir la Team Rocket lui permettent de passer de son stade de base à l'une de ses trois premières évolutions puis de revenir à sa forme initiale. Ces évolutions étant contre nature, l'énergie consommée par son corps peut lui être fatale. Il sera recueilli par le héros Red puis définitivement sauvé de ses évolutions forcées lorsqu'il évoluera naturellement en Mentali.

## Réception
Depuis leurs premières apparitions, Évoli et ses évolutions ont reçu un accueil très positif. Le site américain GamesRadar+ décrit ainsi Évoli comme « un des Pokémon les plus mignons et les plus diversifiés », et comme un des plus « durablement populaire »,. De même, le site américain IGN le qualifie de « créature la plus surprenante, originale et adaptable du jeu »,. Le site relève également qu’Évoli est d’une puissance correcte par rapport aux autres Pokémon non-évolués de type Normal et qu’il est rare qu’un Pokémon aussi mignon ait des évolutions aussi puissantes. Six des évolitions apparaissent parmi les cent Pokémon les plus populaires élus par les lecteurs d'IGN. Voltali est le premier Pokémon à la 36e place, suivi à quatre places par Noctali. Aquali et Mentali viennent ensuite, respectivement 47e  et 53e. Pyroli est 76e et Givrali se classe enfin à la 96e position. Nymphali et Phyllali ne font pas partie de ce classement. Évoli est également présenté comme un des Pokémon les plus populaires au sein de The Pokémon Company.
Évoli est souvent considéré comme le rival de Pikachu en tant que mascotte. Cela est appuyé dans Pokémon jaune et dans l'animé où le héros possède un Pikachu et le rival un Évoli, mais surtout dans Pokémon Let's go, qui propose de choisir entre Pikachu et Évoli, renforçant la dualité entre les deux.
Évoli et ses évolutions figurent souvent parmi les produits dérivés de la licence, notamment en tant que jouets. Évoli figure ainsi sur la jaquette d'un des DVD de Pokémon pour le dixième anniversaire de la série Il a également été au cœur d'événements promotionnels de Nintendo, comme la distribution en 2010 d'un Évoli chromatique. Une Nintendo 3DS XL à l'effigie d'Évoli était disponible à la loterie japonaise. Enfin, le designer de chaussures Joco Comendador, a créé une paire de chaussures à l'effigie de Noctali, avec le projet d'en faire autant pour l'ensemble des Pokémon. Alors qu'il était en retrait dans les débuts, Évoli apparaît de plus en plus aux côtés de Pikachu en tant que mascotte.